# Le Prisonnier des étoiles
Le Prisonnier des étoiles est une série de bande dessinée de science fiction, oeuvre de l'auteur espagnol Alfonso Font. C'est la deuxième série qu'il réalise comme auteur complet dans ce genre après Cuentos de un futuro imperfecto (1980) qui, elle, n'a jamais été traduite en français.

## Trajectoire éditoriale
Le prisonnier des étoiles est initialement publié, en 1982, en Espagne dans les numéros 22 à 34 de la revue Cimoc. La deuxième partie, intitulée Le paradis flottant, est publiée dans les numéros 65 à 70 de la même revue, et mise en couleur par Marta Cardona.
En France, la publication démarre en 1983 dans le numéro 67 de la revue Circus et se poursuit dans les cinq numéros suivants de la revue jusqu'en 1984. Toutefois, les éditions Glénat, propriétaires de la revue, privilégient une publication en album pour la deuxième partie
La série est ensuite publiée en Albums. En Espagne, c'est Norma Editorial qui s'en charge pour les deux épisodes : El prisionero de las estrellas en 1985 et El paraíso flotante en 1988. En France, la publication en albums est plus chaotique. Le premier épisode, Le prisonnier des étoiles est publiée par les éditions Glénat, propriétaire de la revue Circus, qui privilégient une publication en album pour la deuxième partie. Toutefois, faute d'accord avec Alfonso Font, la seconde partie, Le paradis flottant, est finalement publiée en France par Les Humanoïdes associés.

## Publications

### Périodiques

#### Périodiques espagnols

##### Cimoc
- El Prisionero des las Estrellas dans Cimoc no 22, 1982
- El Prisionero des las Estrellas, Capitulo 2, Un hombre Listo dans Cimoc no 23, 1983
- El Prisionero des las Estrellas, Capitulo 3, Enterrado vivo dans Cimoc no 24, 1983
- El Prisionero des las Estrellas, Capitulo 4, Exteriores dans Cimoc no 25, 1983
- El Prisionero des las Estrellas, Capitulo 5, La Vengenza dans Cimoc no 26, 1983
- El Prisionero des las Estrellas, Capitulo 6, La Escapada dans Cimoc no 27, 1983
- El Prisionero des las Estrellas, Capitulo 7 dans Cimoc no 28, 1983
- El Prisionero des las Estrellas, Capitulo 8, El hombre Utilizado dans Cimoc no 29, 1983
- El Prisionero des las Estrellas, Capitulo 9, La ciudad dans Cimoc no 30, 1983
- El Prisionero des las Estrellas, Capitulo 10, La ciudad (2) dans Cimoc no 31, 1983
- El Prisionero des las Estrellas, Capitulo 11, Servicio Publico dans Cimoc no 33, 1983
- El Prisionero des las Estrellas, Capitulo 12, Paraiso Perdido dans Cimoc no 34, 1983

#### Périodiques français

##### Circus
- Le Prisonnier des étoiles dans Circus n°67 à 72, 1983-1984

### Albums

#### Albums publiés en français
- Le Prisonnier des étoiles (scénariste et dessinateur), Glénat (tome 1) et Les Humanoïdes Associés (tome 2), 1985-1987 :

1. Le Prisonnier des étoiles, 1985
2. Le Dôme des plaisirs, 1987